# World in Our Hands
Singles de Taio Cruz
There She Goes
(2012) Fast Car
(2012)
World in Our Hands est une chanson de l'artiste britannique Taio Cruz sortie le 27 juillet 2012 sous le label Island Records. Single extrait de l'album TY.O, la chanson est écrite par Cruz, Michel Zitron, Yacoub, Falk, Iain James. World in Our Hands est produit par Falk, Yacoub et Cruz.

## Liste des pistes
- CD single

1. World in Our Hands - 3:19
2. There She Goes (Moto Blanco Remix) - 3:55

## Crédits et personnel
- Chanteur – Taio Cruz
- Réalisateur artistique – Rami Yacoub, Carl Falk, Taio Cruz
- Parolier – Taio Cruz, Michel Zitron, Rami Yacoub, Carl Falk, Iain James
- Label : Island Records

## Classement hebdomadaire
| Classement (2012)            | Meilleure position |
| ---------------------------- | ------------------ |
| Allemagne (Media Control AG) | 4                  |
| Autriche (Ö3 Austria Top 40) | 5                  |
| Luxembourg (Digital Songs)   | 3                  |
| Suisse (Schweizer Hitparade) | 40                 |

## Historique de sortie
| Pays      | Date            | Format    | Label          |
| --------- | --------------- | --------- | -------------- |
| Allemagne | 27 juillet 2012 | CD single | Island Records |